# معركة بحر آرافورا
معركة بحر آرافورا (بالإندونيسية: Pertempuran Laut Aru) وتعرف أيضًا باسم معركة فلاك هوك (بالهولندية: Slag bij Vlakke Hoek) كانت معركة بحرية في خليج فلاك هوك (خليج إيتنا) في بحر أرافورا في غرب غينيا الجديدة في 15 يناير 1962م بين إندونيسيا وهولندا.
أوقفت المعركة محاولة من قبل البحرية الإندونيسية لإنزال 150 جنديًا في كيمانا في غينيا الجديدة الهولندية من أجل تحريض السكان المحليين ضد الحكومة الهولندية. كان العميد البحري يوس سودارسو مسؤولاً عن العملية في البحر، بينما كان العقيد مرشد يقود المتسللين. غادرت ثلاثة زوارق طوربيدات إندونيسية جزر أرو في منتصف الليل ولكن تم اعتراضها بالقرب من ساحل غينيا الجديدة بواسطة طائرة استطلاع نبتون الهولندية، كما توقع الهولنديون العمل لأسابيع. استجابت زوارق الطوربيد للمشاعل التي أرسلتها الطائرة بإطلاق النار عليها. ثم انضمت المدمرة الهولندية إيفرتسين إلى المشهد وأغرقت سفينة ماتجان توتول الإندونيسية بقيادة سودارسو. هربت السفينتان الأخريان ماتجان كومبانغ وهاريماو، لكن إحداهما اصطدمت بالشعاب المرجانية والأخرى أصيبت بإطلاق نار وتعطلت. تمكن إيفرتسن من إنقاذ معظم أفراد طاقم ماتجان توتول، لكن مات ثلاثة على الأقل من البحارة، من بينهم العميد البحري سودارسو.
كان الإجراء الإندونيسي في حد ذاته فشلًا فادحًا، بل رفض الجنرال ناسوتيون نقل الأخبار السيئة إلى الرئيس سوكارنو، مما أجبر العقيد مرشد على القيام بذلك شخصيًا. ومع ذلك كانت المعركة الصغيرة مسؤولة جزئيًا عن التدخل اللاحق للاتحاد السوفييتي والولايات المتحدة في نزاع غرب غينيا الجديدة، وتم تكريم هذا اليوم في إندونيسيا من خلال «يوم واجب المحيط» (هاري دارما ساموديرا)، وهو يوم سنوي على مستوى الدولة يصادف يوم ذكرى المعركة. بعد مرور 12 عامًا على وفاته تمت إضافة يوس سودارسو رسميًا إلى سجل أبطال الثورة الإندونيسيين، بينما تم تحويل السفينة هاريماو إلى نصب تذكاري في متحف تامان ميني إندونيسيا إنداه.